# Plattsmouth
Plattsmouth är en stad (city) i den amerikanska delstaten Nebraska med en yta av 8,05 km² och en folkmängd, som uppgår till 6 502 invånare (2010). Plattsmouth är administrativ huvudort i Cass County.

## Kända personer från Plattsmouth
- Hazel Abel, politiker